# Barchov (district de Hradec Králové)
Pour les articles homonymes, voir Barchov.
Barchov (en allemand : Groß Barchow ou Groß Barchau) est une commune du district et de la région de Hradec Králové, en République tchèque. Sa population s'élevait à 293 habitants en 2022.

## Géographie
Barchov se trouve à 10 km au nord-est de Chlumec nad Cidlinou, à 19 km à l'ouest de Hradec Králové et à 82 km à l'est-nord-est de Prague.
La commune est limitée par Zdechovice au nord, par Nechanice au nord-est, par Boharyně et Babice à l'est, par Kosičky au sud et par Měník à l'ouest.

## Histoire
La première mention écrite de la localité date de 1398.

## Galerie

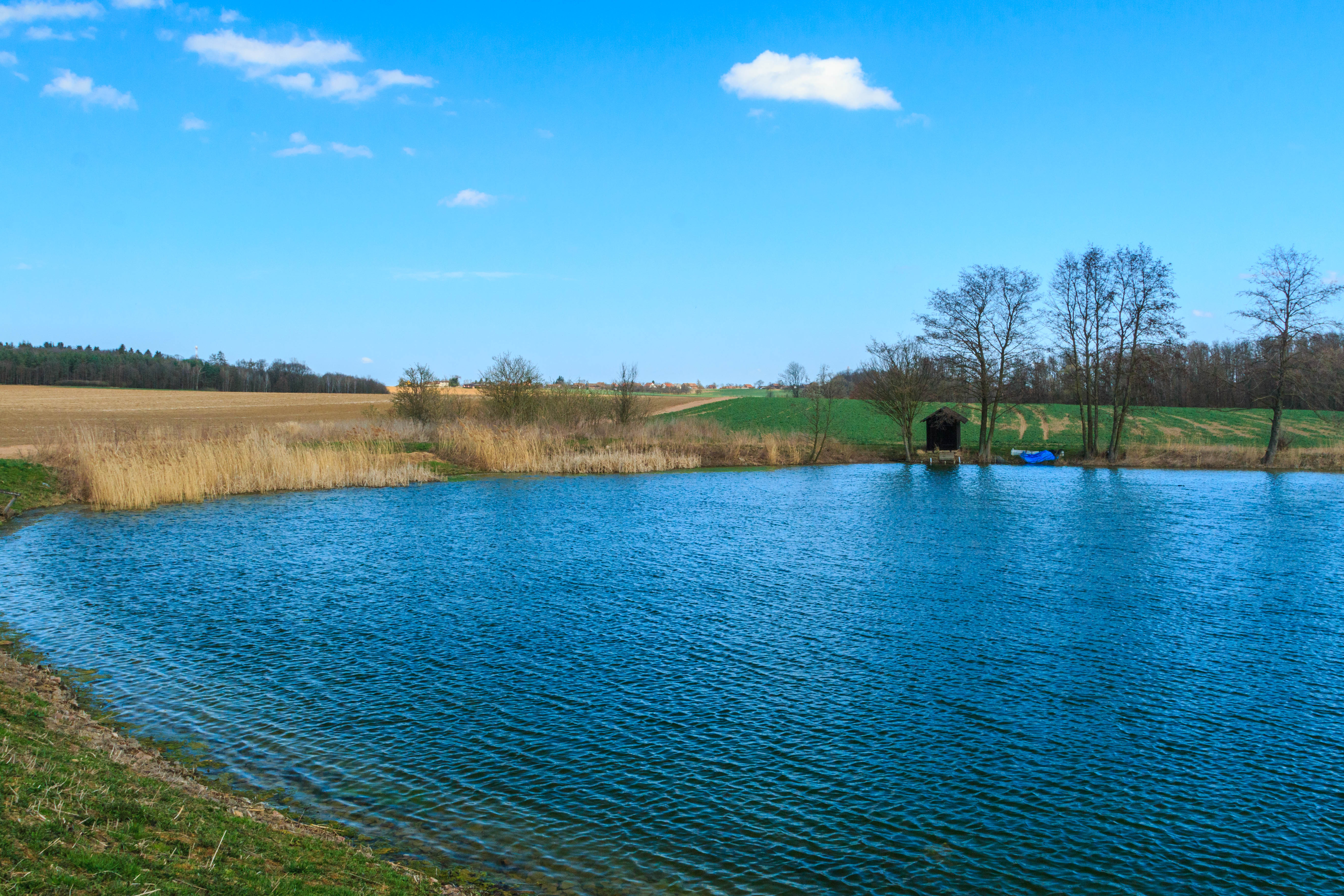
Étang Táborský.
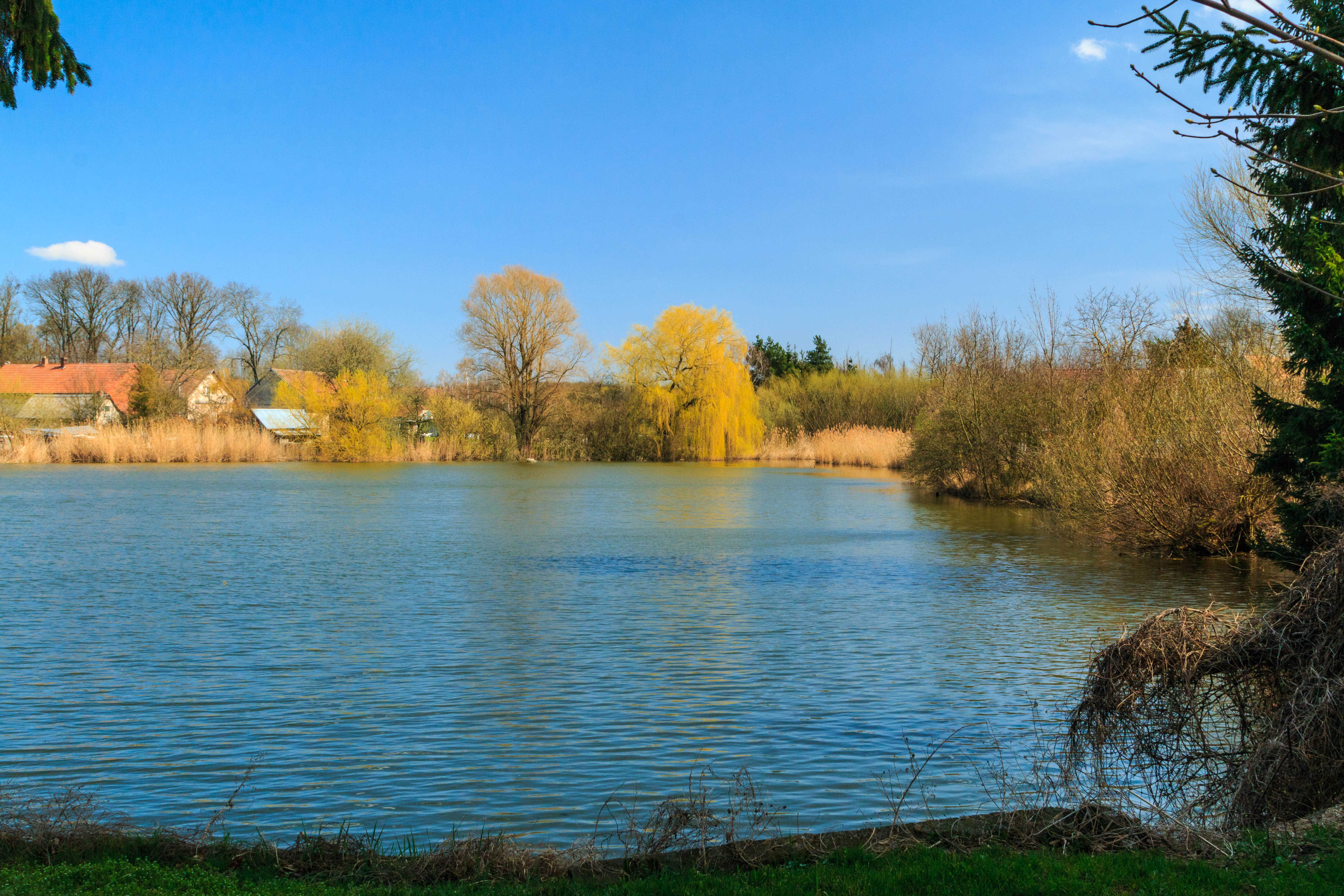
Étang Tahounek.

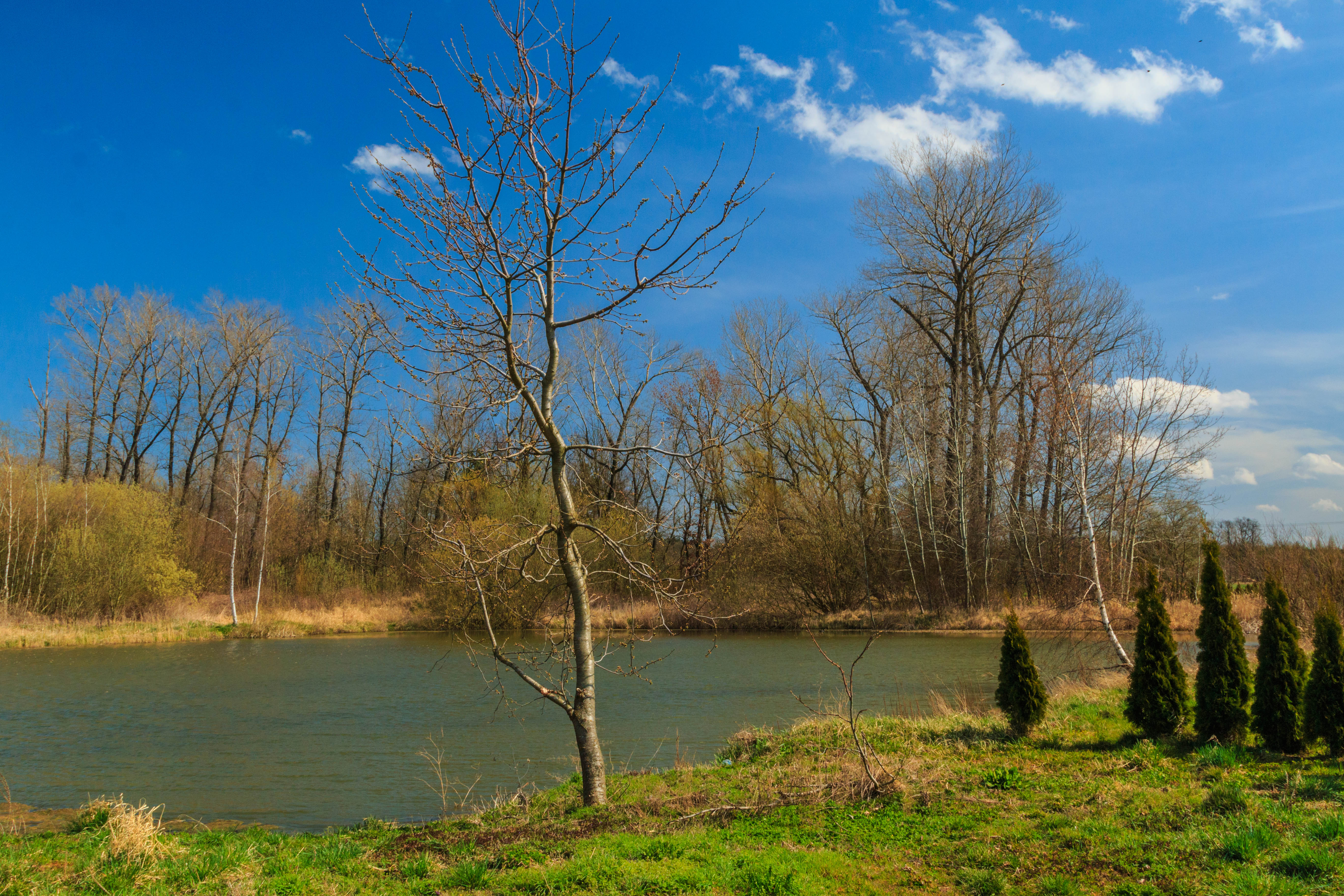
Étang Beránek.
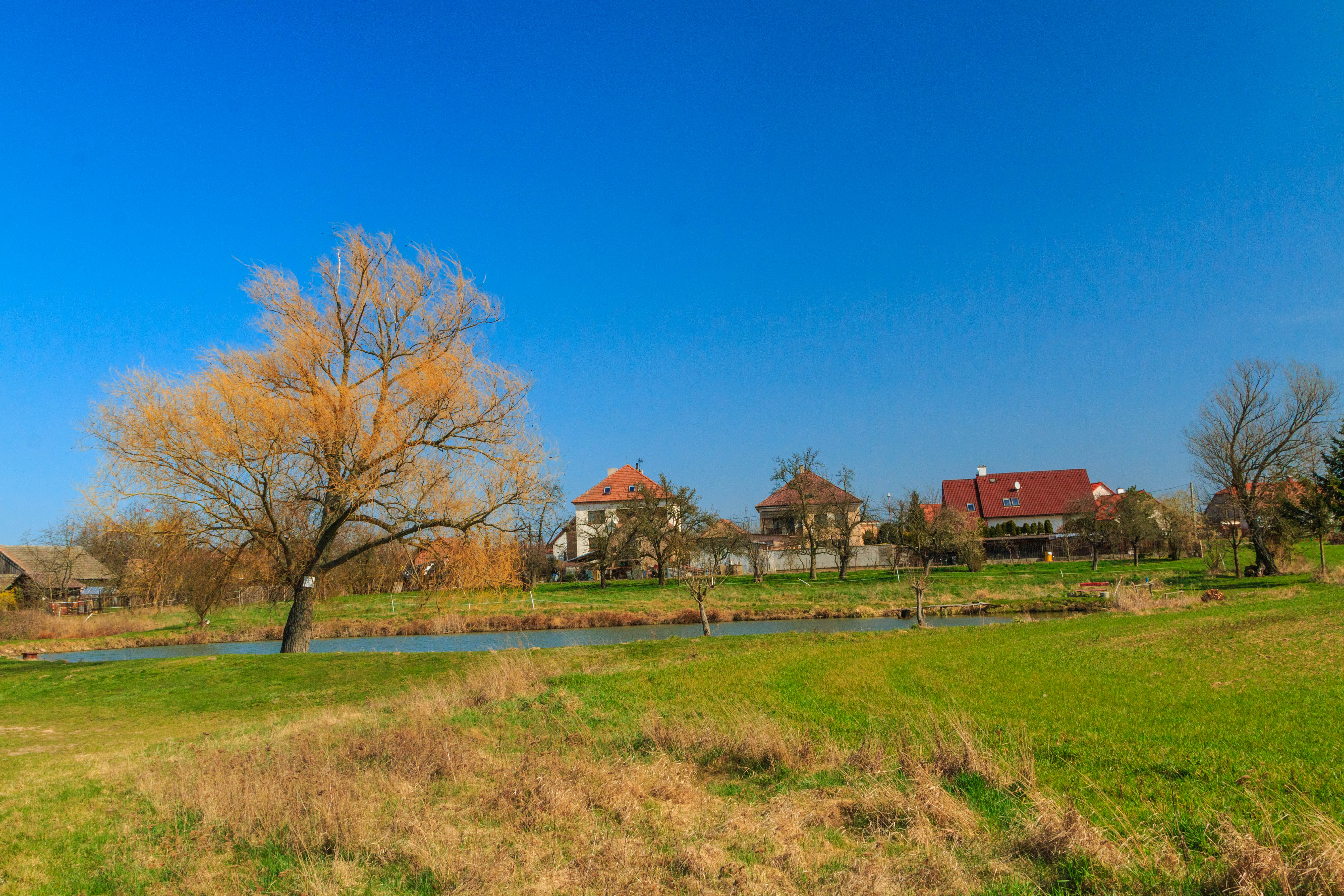
Étang Sádka .

## Transports
Par la route, Barchov trouve à 8,5 km de Nový Bydžov, à 24 km de Hradec Králové et à 101 km de Prague. 